# Desirée Bravo
María Desirée Bravo Monasterio (Santa Cruz de la Sierra, Bolivia; 25 de abril de 1957) es una política, ex diputada y concejal boliviana. Fue por un breve tiempo alcaldesa de la ciudad de Santa Cruz de la Sierra durante el año 2015.

## Biografía
Comenzó sus estudios escolares en 1963, saliendo bachiller el año 1974 en su ciudad natal. Desirée Bravo incursionó en la vida política todavía siendo joven con apenas 32 años de edad, en 1989, aunque inicialmente solo ayudando a su esposo en las campañas políticas de ese entonces.
En 1993, a sus 36 años de edad, Desirée es elegida como concejal del municipio de Santa Cruz. Ocupó ese cargo hasta el año 2002. Fue Diputada de Bolivia desde 2002 hasta el año 2003. Durante su calidad de diputada conformó las comisiones de descentralización y participación popular. Fue también presidenta de la Brigada Departamental de Santa Cruz.
Desde 2005 hasta 2010, fue concejal del municipio de Santa Cruz por el partido del Movimiento Nacionalista Revolucionario (MNR). El año 2010, fue nuevamente elegida concejal pero esta vez por la agrupación ciudadana Santa Cruz para Todos (SPT).
Durante su cargo como concejal, Desirée Bravo fue designada y reelegida como presidenta del Concejo Municipal.
El 23 de diciembre de 2014, el alcalde de Santa Cruz Percy Fernández renunció a su cargo para postular nuevamente a otra gestión para el periodo (2015-2020). En su lugar, Percy fue reemplazado por la concejal Desirée Bravo, quien asumió las funciones de alcaldesa por 5 meses hasta el 31 de mayo de 2015.
Desde 2015 hasta 2018, Desirée Bravo estuvo encargada de la Secretaría de Desconcentración Municipal. El 2018, pasaría a estar a cargo de la Secretaría de Atención Vecinal de la alcaldía.